# Глисон, Майкл
Майкл Д. Глисон (англ. Michael D. Gleason; 16 ноября 1876, Филадельфия, Пенсильвания — 11 января 1923, Филадельфия, Пенсильвания) — американский гребец, чемпион летних Олимпийских игр 1904.
На Играх 1904 в Сент-Луисе Глисон участвовал только в соревнованиях восьмёрок. Его команда заняла первое место с результатом 7:50,0 и выиграла золотые медали.